# دی. ورث کلرک
دی. ورث کلرک (به انگلیسی: D. Worth Clark) سناتور سابق عضو حزب دموکرات ایالات متحده آمریکا بود. وی در سال ۱۹۳۹ تا ۱۹۴۵ میلادی سناتور ایالت آیداهو در سنای ایالات متحده آمریکا بود.